# Liste von Zuflüssen der Iller
Liste von Zuflüssen der Iller

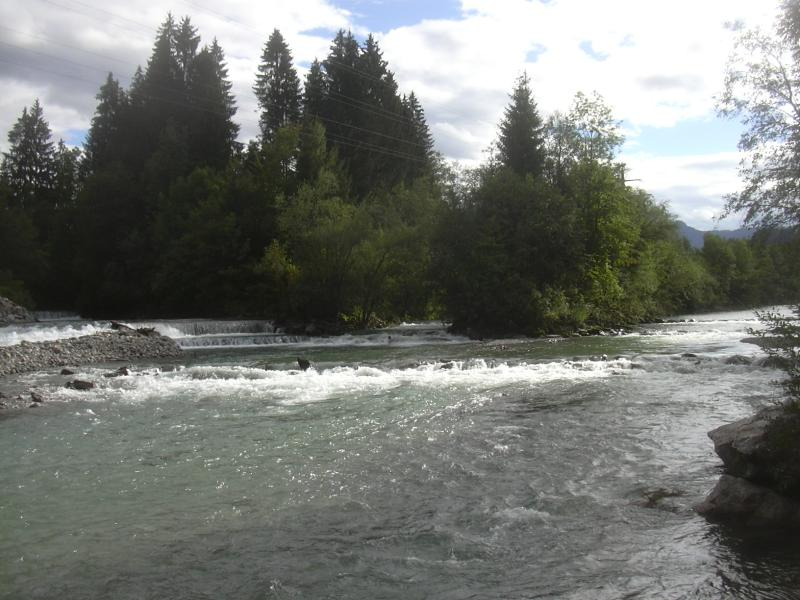
Illerursprung mit Trettach, Stillach und Breitach (von links nach rechts)

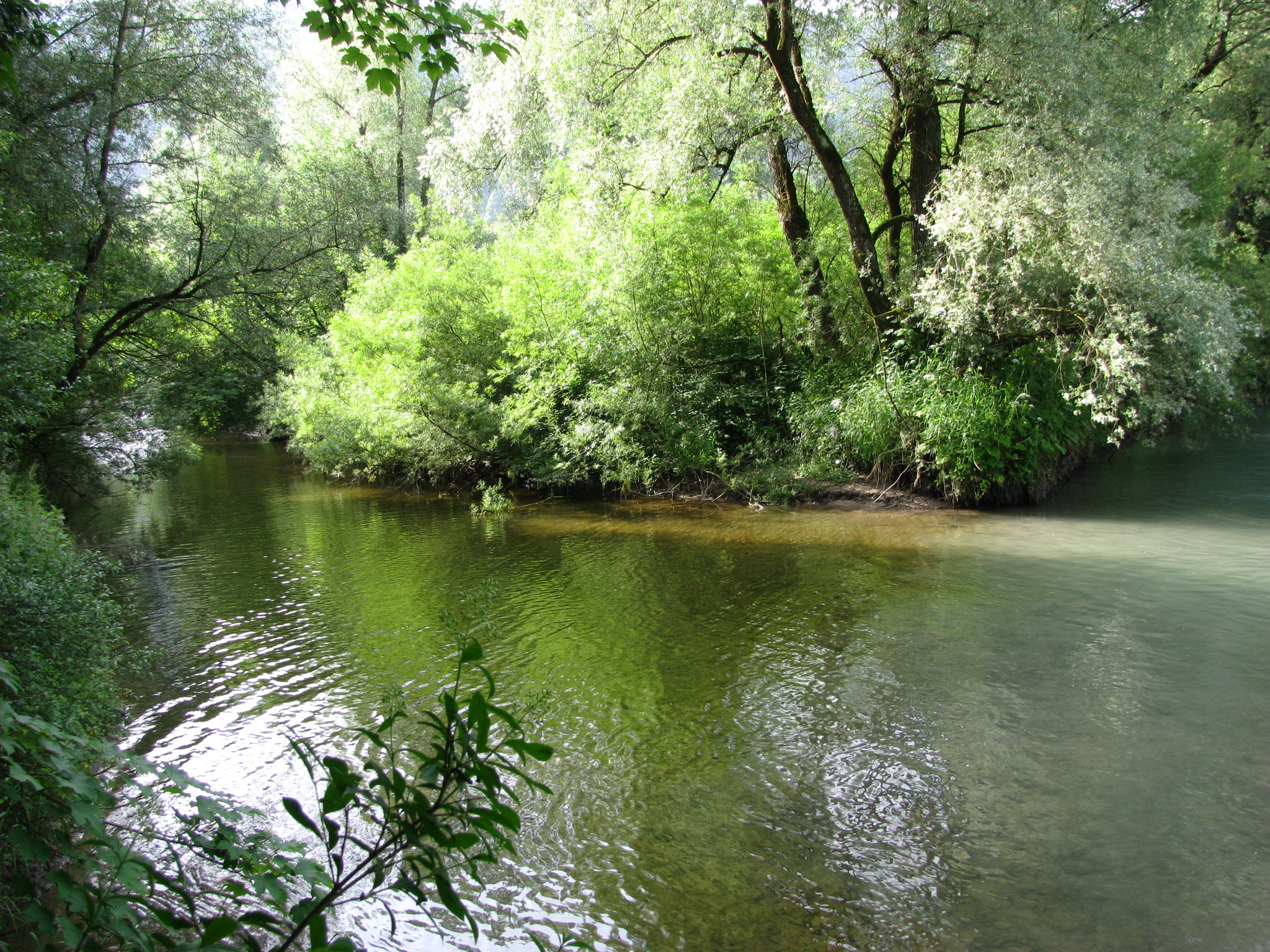
Mündung der Rottach in die Iller (rechts das andersfarbige Wasser der Iller)

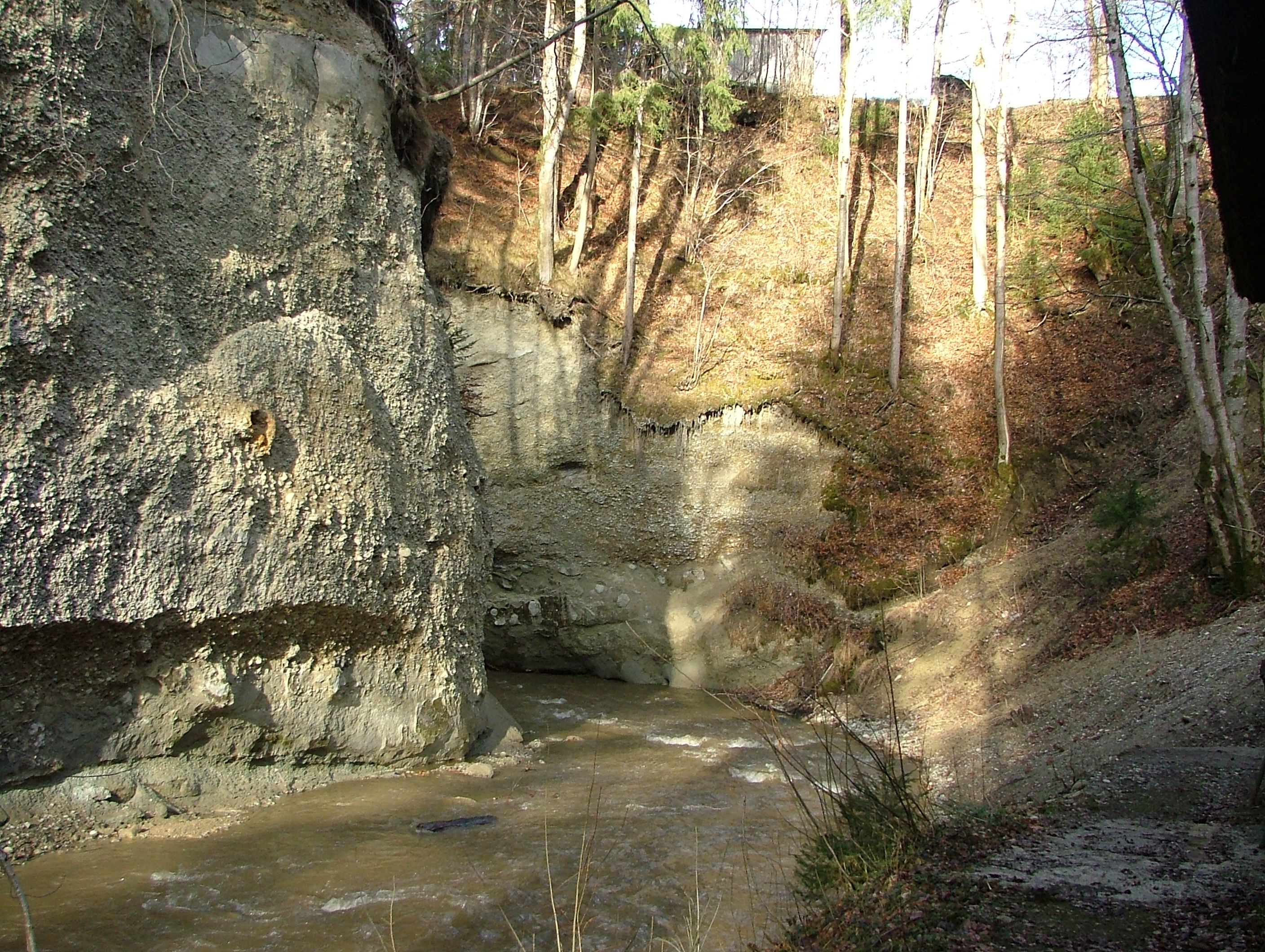
Die Rohrach in der Rohrachklamm

Die Iller ist ab dem Zusammenfluss der Quellflüsse 147 Kilometer lang. Ihr Einzugsgebiet beträgt 2.152 Quadratkilometer.

## Zuflüsse der Iller
Zuflüsse der Iller von ihrem Ursprung bis zur Mündung.

Auswahl.
Zusammenfluss der Iller aus ihren drei Oberläufen wenig unterhalb von Oberstdorf. 
- Breitach, linker Oberlauf, 24,3 km und 149,2 km²
- Stillach, mittlerer Oberlauf, 25,1 km und 81,1 km²
- Trettach, rechter Oberlauf, 15,6 km und 75,5 km²
- Gaisalpbach, von recht bei Oberstdorf-Rubi, 5,1 km und 11,1 km²
- Eybach, von rechts bei Fischen im Allgäu-Oberthalhofen, 5,0 km und 7,9 km²
- Grundbach, von links bei Fischen-Weiler, 4,9 km und 11,5 km²
- Weiler Ach, von links bei Weiler, 10,6 km und 28,1 km²
- Hinanger Bach, von rechts bei Fischen--Unterthalhofen, 5,7 km und 5,2 km²
- Mühlbach, von rechts bei Sonthofen-Altstädten
- Gießbach, von rechts bei Sonthofen, 3,1 km und 3,8 km²
- Krebsbach, von links bei Ofterschwang-Sigishofen, 5,0 km und 3,9 km²
- Fischbach, von rechts Sonthofen, Landkreis Oberallgäu, 5,1 km und 7,2 km²
- Ettersbach, von links in den linken Flussarm vor Ofterschwang-Oberzollbrücke
- (Zufluss), linker Zufluss durch Blaichach-Bihlerdorf
- Mühlbach, von rechts in Sonthofen
- Ostrach, von rechts nach Sonthofen
- Gunzesrieder Ach, von links in Blaichach
- Brunnenbach, von rechts nach Burgberg im Allgäu-Häuser
- Roßbach, von rechts bei Immenstadt-Rauhenzell
- Konstanzer Ach, von links in Immenstadt
- Hölltobelbach, von links bei Immenstadt-Flecken
- Gießner Bach oder Gießnerbach, von links bei Immenstadt-Thanners
- Rottach, von rechts bei Rettenberg-Wolfis
- Widdumbach, von rechts bei Waltenhofen-Widdum
- Kendler Bach, als Alte Iller von rechts bei Sulzberg-Heibels
- Sulzberger Bach, von rechts bei Sulzberg-Steingaden
- Waltenhofener Bach, von links bei Waltenhofen
- Durach, von rechts bei Durach-Weidach
- Adelharzer Bach, von links bei Kempten-Eich
- Heubach, von rechts in Kempten
- Bachtelbach, von rechts in Kempten
- Rottach, von links in Kempten
- Bleicher Bach, von links bei Kempten-Unterwang
- Ursulasrieder Bach, von rechts bei Ursulasried
- Leubas, von rechts bei Lauben-Nasengrub
- Kollerbach, von links bei Kempten-Hirschdorf
- Mühlbach, von links gegenüber Lauben
- Haldenwanger Mühlbach, von rechts bei Lauben-Steigers
- Mühlbach, von rechts bei Dietmannsried-Gefällmühle
- Gerberbach oder Seebach, von rechts nahe der Gefällmühle
- Lohbach, von rechts bei Altusried-Schwarzenbach
- Iselbach, von links bei Altusried-Iselmühle
- Dohlenbach, von rechts bei Dietmannsried-Reicholzried
- Riederbach, von rechts bei Dietmannsried-Ried
- Haldenmühlbach, von rechts bei Dietmannsried-Kiesels
- Fischersbach, von links bei Altusried-Fischers
- Kaldener Tobelbach, von links bei Altusried-Kalden
- Kalter Bach, rechter Zufluss bei Dietmannsried-Pfosen
- Rohrach, von links bei Legau-Fluhmühle
- Freigraben, von rechts vor Kronburg-Unterbinnwang
- Mühlbach, von links bei Lautrach
- Lautrach, von links in Lautrach
- Aitrach, von links nach Aitrach
- Neuer Bach, von rechts vor Buxheim
- Buxach von rechts bei Buxheim
- Reutenbach von rechts bei Memmingen-Steigmühle; ist rechter Buxbach-Abzweig
- Memminger Ach, von rechts vor Kellmünz an der Iller
- Gießen, von links nach Dietenheim-Regglisweiler; zuvor ausgeleitet am Illerwerk Unterdettingen, Gemeinde Dettingen an der Iller
- Wangener Bach, von links bei Illerrieden, Alb-Donau-Kreis
- Auebach, von links nach Illerrieden
- Forellenbach, von links nahe Illerkirchberg-Oberweiler
- Mündelbach, von links bei Illerkirchberg-Unterkirchberg

Mündung der Iller  von rechts in die Donau kurz vor Neu-Ulm